# Hapalotremus muticus
Hapalotremus muticus là một loài nhện trong họ Theraphosidae.
Loài này thuộc chi Hapalotremus. Hapalotremus muticus được Cândido Firmino de Mello-Leitão miêu tả năm 1923.